# Campeonato Uruguaio de Futebol de 1965
O Campeonato Uruguaio de Futebol de 1965 foi a 34ª edição da era profissional do Campeonato Uruguaio. O torneio consistiu em uma competição com dois turnos, no sistema de todos contra todos. O campeão foi o Peñarol.

## Classificação
| Pos | Equipe               | Pts | J  | V  | E | D  | GP | GC | SG  |
| --- | -------------------- | --- | -- | -- | - | -- | -- | -- | --- |
| 1°  | Peñarol              | 32  | 18 | 15 | 2 | 1  | 43 | 17 | 26  |
| 2°  | Nacional             | 27  | 18 | 12 | 3 | 3  | 33 | 14 | 19  |
| 3°  | Cerro                | 25  | 18 | 11 | 3 | 4  | 31 | 18 | 13  |
| 4°  | Racing               | 19  | 18 | 8  | 3 | 7  | 27 | 29 | -2  |
| 5°  | Fénix                | 18  | 18 | 7  | 4 | 7  | 22 | 19 | 3   |
| 6°  | Rampla Juniors       | 17  | 18 | 5  | 7 | 6  | 21 | 22 | -1  |
| 7°  | Danubio              | 17  | 18 | 6  | 5 | 7  | 26 | 27 | -1  |
| 8°  | Sud América          | 11  | 18 | 4  | 3 | 11 | 23 | 34 | -11 |
| 9°  | Montevideo Wanderers | 7   | 18 | 2  | 3 | 13 | 16 | 36 | -20 |
| 10° | Colón                | 7   | 18 | 2  | 3 | 13 | 14 | 40 | -26 |

|  | Campeão e classificado à Libertadores de 1966. |
|  | Classificado à Libertadores de 1966.           |
|  | Rebaixado à Segunda Divisão.                   |

Promovido para a próxima temporada: Defensor.
| Campeonato Uruguaio de 1965  |
| ---------------------------- |
| Peñarol Campeão (29º título) |